# Georg Jäger (Dichter)

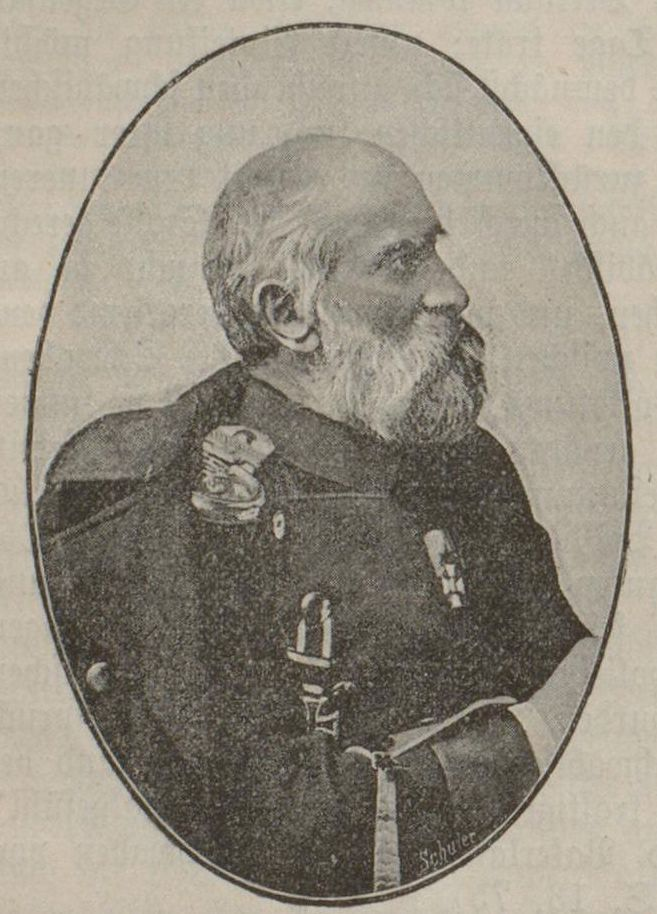
Georg Jäger

Georg Friedrich Oskar Jäger (* 13. Dezember 1826 in Stuttgart; † 1. März 1904 ebenda) war ein württembergischer Hauptmann und Dichter. 

## Leben
Georg Jäger war der Sohn des Arztes und Paläontologen Georg Friedrich von Jäger und dessen Frau Charlotte, einer Schwester des Dichters Gustav Schwab. Er besuchte das Gymnasium und Polytechnikum in seiner Heimatstadt und arbeitete danach als Buchhändler. Ab 1853 hospitierte er am Johanneum in Hamburg, wo er drei Jahre lebte, und war fortan als Lehrer tätig. 1859 trat er in die Württembergische Armee ein und war am Deutschen Krieg 1866 sowie am Deutsch-Französischen Krieg 1870/71 beteiligt. 1872 wurde er aus der Armee verabschiedet und lebte fortan als Dichter in Stuttgart.

## Werk
Neben eigenen Dichtungen schuf Jäger zunächst Übertragungen englisch-, französisch- und italienischsprachiger Lyrik. 1866 erschienen seine Metrischen Uebertragungen mit Werken von Lord Byron, Henry Wadsworth Longfellow, Vincenzo Monti und anderen. Unter dem Titel Bis vor Paris veröffentlichte er 1873 eine Sammlung von lyrischen Stimmungsbildern aus dem Deutsch-Französischen Krieg, welche beim Stuttgarter Verlag Karl Kirn erschien und in Jägers eigenem Verlag mehrmals nachgedruckt wurde. Rudolf Krauß charakterisierte ihn als burschikos-humoristischen Gelegenheitsdichter und hob zudem sein Engagement für seine Dichterkollegen hervor. Dieses zeigte sich insbesondere in der Herausgabe der Schwäbischen Lieder-Chronik, einer von 1875 bis 1885 in loser Folge herausgegebenen Zeitschrift mit Gedichten zahlreicher Autoren aus dem württembergischen Raum, darunter Carl Weitbrecht, Eduard Paulus, Emil Engelmann und viele mehr.

## Veröffentlichungen
- Metrische Uebertragungen. Paul Neff. Stuttgart 1866.
- Nachklänge. Gedichte. Paul Neff. Stuttgart 1872.
- Bis vor Paris 1870–71. Tagebuchblätter eines württembergischen Officiers. Karl Kirn. Stuttgart 1873.
- Nachklänge. Gedichte. 2. Sammlung. Karl Kirn. Stuttgart 1874.
- Schwäbische Lieder-Chronik. Jahrbuch deutscher Liederdichtung der Gegenwart in Schwaben. Verlag der Lieder-Chronik. Stuttgart 1875–1886.